# Caprimulgus fraenatus
Caprimulgus fraenatus là một loài chim trong họ Caprimulgidae.